# Gbonfléra
Gbonfléra est une localité située dans le département de Bouroum-Bouroum de la province du Poni dans la région Sud-Ouest au Burkina Faso.

## Santé et éducation
Le centre de soins le plus proche de Gbonfléra est le centre de santé et de promotion sociale (CSPS) de Bouroum-Bouroum tandis que le centre hospitalier régional (CHR) se trouve à Gaoua.